# Съюз на физиците в България
Съюзът на физиците в България е професионална, неправителствена организация на физиците в България, наследник на българското физико-математическо дружество, основано през 1898 г. Цел на организацията е да подкрепя дейността на своите членове в областта на преподавателската дейност във висшето и средното образование, както и във фундаменталните и приложни изследвания. Популяризацията на науката също е посоченa като важен приоритет на съюза.